# Steinreihen von Kounov

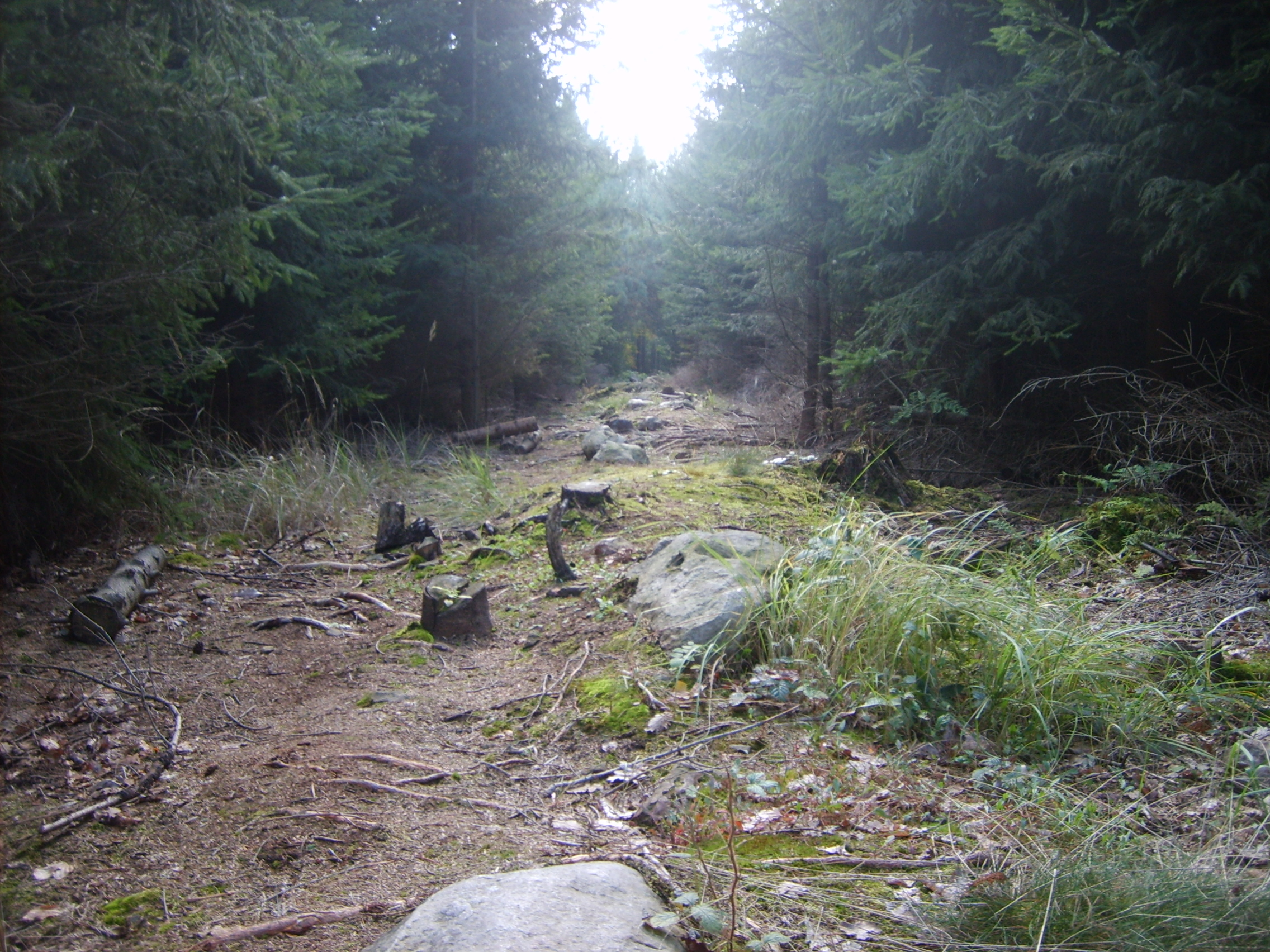
Schneise entlang einer Steinreihe

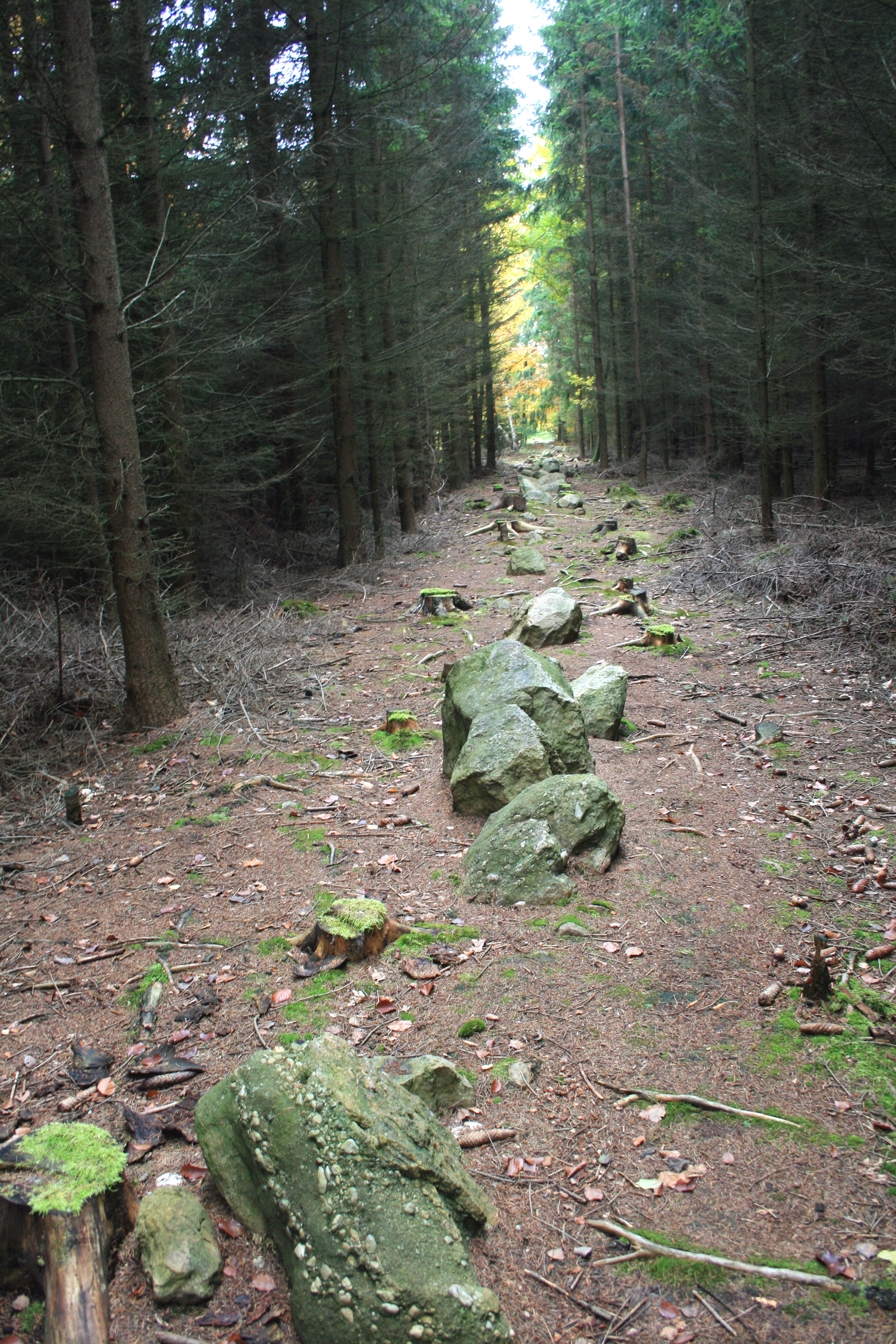
Steinreihe

Die Steinreihen von Kounov (tschechisch Kounovské kamenné řady) befinden sich östlich von Kounov (Tschechien) in einem Buchenwald auf dem Plateau Roviny im Džbán (Krugwald). Der Kultplatz, der als Kulturdenkmal geschützt ist, liegt im Naturpark Džbán.

## Beschreibung
Die Anlage besteht heute aus ca. 1500 bis 1700 kleineren Quarzitsteinblöcken von 0,5 bis 0,6 m Höhe, die in 14 annähernd parallelen Reihen mit Längen zwischen 50 und 400 Metern in Nord-Süd-Richtung angeordnet sind. Auf den Steinen befinden sich verschiedene Zeichen, darunter V-förmige Rillen, die während der Sonnenwende der Richtung der Sonnenstrahlen entsprechen. Zwischen der östlichsten und der westlichsten Reihe beträgt der Abstand 302 Meter. Das gesamte Steinfeld umfasst eine Fläche von elf Hektar. In seiner Erstbeschreibung konnte Antonín Patejdl noch 2239 Steinblöcke zählen. Es wird angenommen, dass die verloren gegangenen Steine als Ziersteine für Hausgärten fortgefahren und die am Waldrand gelegenen untergepflügt wurden.
Herausragend sind fünf größere Blöcke, von denen drei als Gibbon I, Gibbon II und Pegas bezeichnet werden. Mit einer geschätzten Masse von über sechs Tonnen ist der nach Edward Gibbon benannte Gibbon I der größte der Blöcke. Der etwas kleinere Pegas erhielt seinen Namen nach Rillen, die an das Sternbild Pegasus erinnern; auch er wiegt mehrere Tonnen. Beide Blöcke liegen zur Sommer- und Wintersonnenwende genau im Strahl der aufgehenden und sinkenden Sonne.
Eine natürliche Entstehung der Steinreihen kann ausgeschlossen werden, da die Rovina aus Tonschiefer besteht. Zudem bestehen im Džbán keine Quarzitvorkommen. Es wird vermutet, dass die Steinreihen im 7. Jahrhundert v. Chr. anlegt worden sein könnten. Wo die Steine gebrochen wurden, ist unbekannt. Die grob behauenen Steine wurden im Abstand von 0,13 bis 0,3 m in ein Schotterbett gesetzt. Im Laufe der Zeit lagerten sich um die Steine auf dem früher als Ackerfläche genutzten Rovina-Plateau Bodenschichten ab, so dass nur noch die oberen Kappen der Steine sichtbar sind.
Entlang der Steinreihen sind heute Schneisen durch den Wald geschlagen. Ein Naturlehrpfad führt vom Bahnhof Mutějovice zum Steinfeld. Im Gasthaus U Tří lip in Kounov gibt es eine Ausstellung zu den Steinreihen.

## Geschichte
Die Steinreihen wurden 1934 vom Kaunowaer Lehrer Antonín Patejdl entdeckt, vermessen und in der Schriftenreihe des Museums Saaz beschrieben. 1937 veröffentlichte Patejdl darüber einen Artikel in der tschechoslowakischen naturwissenschaftlichen Zeitschrift Vesmír (Das All). Darin wies er auf das Fehlen jeglicher Bodenfunde, wie etwa Scherben in der unmittelbaren Umgebung der Reihen hin, und schloss dadurch eine keltische Siedlungsstätte aus.
Nachfolgend beschäftigten sich Archäologen, Geologen, Historiker, Astrologen, Psychotroniker (Parapsychologen) und Ufologen mit den Steinreihen. Über den Zweck der Anlage entstanden verschiedene Theorien, die von einer Kultstätte, einem frühzeitlichen Sonnenkalender, Feldbegrenzungen, einer frühzeitlichen Rennbahn bis einem Ufolandeplatz reichen.
Ljuba Hornov-Karpatějev (Karel Hornov, 1905–1975) deutete die Anlage in seinem Buch Dzbán a jeho mythy als heidnischen Sonnenkalender zur Bestimmung des Zeitpunktes der Frühlings- und Herbstrituale. 
Eine historische Verbindung mit der hallstattzeitlichen Burgstätte Rovina oder einer weiteren frühzeitlichen Burgstätte an der Stelle der Burgruine Džbán konnte nicht nachgewiesen werden. Ebenso ist ein keltischer Ursprung der Anlage nicht belegbar, da weder Bodenfunde aus der Keltenzeit gemacht wurden noch eine in der Nähe vermutete keltische Burgstätte gefunden wurde. Skeptiker halten die Steinreihen für Ackergrenzen.
Es wird vermutet, dass zwischen dem Steinreihen und dem Čertův kámen (Teufelsstein), einem riesigen Quarzitblock nördlich von Mutějovice, ein Zusammenhang besteht.